# Heimatbund Thüringen
Der Heimatbund Thüringen e.V. ist der Thüringer Landesverband für Natur- und Umweltschutz, Regionalgeschichtsforschung, Denkmalschutz und Kulturpflege. In Kooperation mit Landes- und Kommunalbehörden sowie anderen Verbänden setzt er sich für die Erhaltung, Erforschung, Pflege und zukunftsfähige Gestaltung Thüringer Kulturlandschaften ein. Der Verein versteht sich auch als Dachorganisation für die Kreisheimatpfleger in Thüringen. Der Heimatbund Thüringen ist Mitglied im Kulturrat Thüringen, dem Dachverband für kulturelle Spartenverbände in Thüringen.

## Organisation
Der Verein besteht aus der leitenden Geschäftsstelle und einem mehrköpfigen Vorstand, bestehend aus Vorsitzenden, Stellvertreter, Schatzmeister und mehreren Beisitzern. Seine Geschäftsstelle befindet sich in Bad Berka. Er ist regelmäßig Träger größerer Projekte und beschäftigt im Zuge dessen wechselnde Projektmitarbeiter.

## Geschichte
Der Verein gründete sich am 6. November 1993 auf Schloss Elgersburg. Eine Initialzündung für die Vereinsgründung war die Ilmenauer Tagung Heimat Thüringen – Kulturelle Identität im Wandel im Frühjahr 1993. Durch Unterstützung des Freistaats Thüringen konnte bald die erste Geschäftsstelle in der Elgersburger Gemeindeverwaltung ihre Arbeit aufnehmen. Kurz darauf erfolgt die Aufnahme des Heimatbund Thüringen in den Deutschen Heimatbund, heute Bund Heimat und Umwelt, kurz BHU. Dahinter stehen, organisiert in 18 Landesverbänden, eine halbe Million Mitglieder von Bürger- und Heimatvereinen.
1998 zog die Geschäftsstelle auf Schloss Elgersburg. Seit Februar 2008 befinden sich die Geschäftsräume in Weimar.
Im November 2013 feierte der Heimatbund Thüringen e.V. gemeinsam mit vielen seiner Unterstützer und Kooperationspartner sein 20-jähriges Bestehen im Erfurter Kaisersaal. Im Sommer 2018 gab es einige Veränderungen im Vorstand, die zu einer Verjüngung insgesamt führten. Im Zuge der 25-jährigen Jubiläumsveranstaltung im November 2018 im Jenaer Paradiescafé wurden mit Partnern die Aufgaben und Ziele evaluiert und neu konstituiert. Auch erhielt der Heimatbund für seine Arbeit das BNE-Siegel. 2023 feierte der Verein mit seinen Partnern sein 30-jähriges Vereinsjubiläum im Coudray-Haus in Bad Berka.

## Arbeitsfelder
Der Heimatbund Thüringen vertritt einen modernen und offenen Heimatbegriff und richtet mit seiner Heimatpflege den Blick auf Vergangenes und Zukünftiges. Neben der Erforschung und Bewahrung kulturellen Erbes reagiert der Heimatbund Thüringen auf die schnellen Verformungen natürlicher Lebensräume und permanenter Transformationen aller Lebensbereiche, um eine moderne Heimatpflege zu gewährleisten. So verknüpft er einen reichen Fundus historischen Wissens mit aktuellen und volkskundlichen Diskursen zur gesellschaftlichen Entwicklung. Zentrales Anliegen der Heimatpflege ist die Mitwirkung an einer zukunftsfähigen, Ressourcen schonenden und sozial gerechten Welt.
Die Mitglieder und Kooperationspartner des Heimatbundes Thüringen setzen sich aus einem breiten Spektrum aktiver gesellschaftlicher Kräfte zusammen, um interdisziplinäres Arbeiten zu gewährleisten. Daraus resultiert ein umfassendes Spektrum praxisorientierter Heimatpflege.
Wichtige Aufgabenfelder für den Heimatbund Thüringen sind:
- Naturschutz, Landschaftspflege, Umweltschutz
- Heimat- und landeskundliche Bildung, Heimatgeschichte
- Kulturelle Bildung
- Förderung nachhaltige Entwicklung
  - kulturelle und soziale Infrastruktur
- Altstraßennamen
- Flurnamenforschung
- Denkmalschutz
  - historisch gewachsene Kulturlandschaften
  - Bodendenkmale
  - Siedlungsformen
  - Ortsbilder
- Volkskunde
  - historische, heimatkundliche und volkskundliche Forschung und Dokumentation
- Immaterielles Kulturerbe
- Unterstützung der Arbeit von Museen, museumsähnlichen Einrichtungen und Heimatstuben
- Volkskultur und Traditionspflege
  - Fest und Brauch
  - Musik, Tanz, Theater
  - Tracht
  - Mundart

## Publikationen
- Heimat Thüringen. Zeitschrift für Kulturlandschaft, Umwelt, Lebensraum. Herausgegeben vom Heimatbund Thüringen e.V., Weimar. Erscheinungsweise vierteljährlich
- Sperrige Vergangenheiten – Aspekte regionaler Erinnerungskultur im 20. Jahrhundert. Ulrike Kaiser, Justus H. Ulbricht: Tagungsband zur gleichnamigen wiss. Tagung vom 23. – 25. November 2007 auf der Leuchtenburg; Herausgegeben mit Unterstützung des LK Saale-Holzland und des Heimatbund Thüringen e.V., Leuchtenburg bei Kahla 2009.
- Deutsche Erinnerungslandschaften III: Elisabeth von Thüringen – Geschichte und Mythos, Tagungsdokumentation der gleichnamigen wiss. Tagung mit Beiträgen des Landesheimatbundes Sachsen-Anhalt e.V., des Heimatbund Thüringen e.V. und der katholischen Akademie des Bistums Magdeburg. In: Beiträge zur Regional- und Landeskultur Sachsen-Anhalts, Heft 50, Halle 2008.
- Flurnamenreport. Mitteilungen zum Projekt „Flurnamen und Regionalgeschichte“ (2000–2014)